# チェチーリア・ガッレラーニ

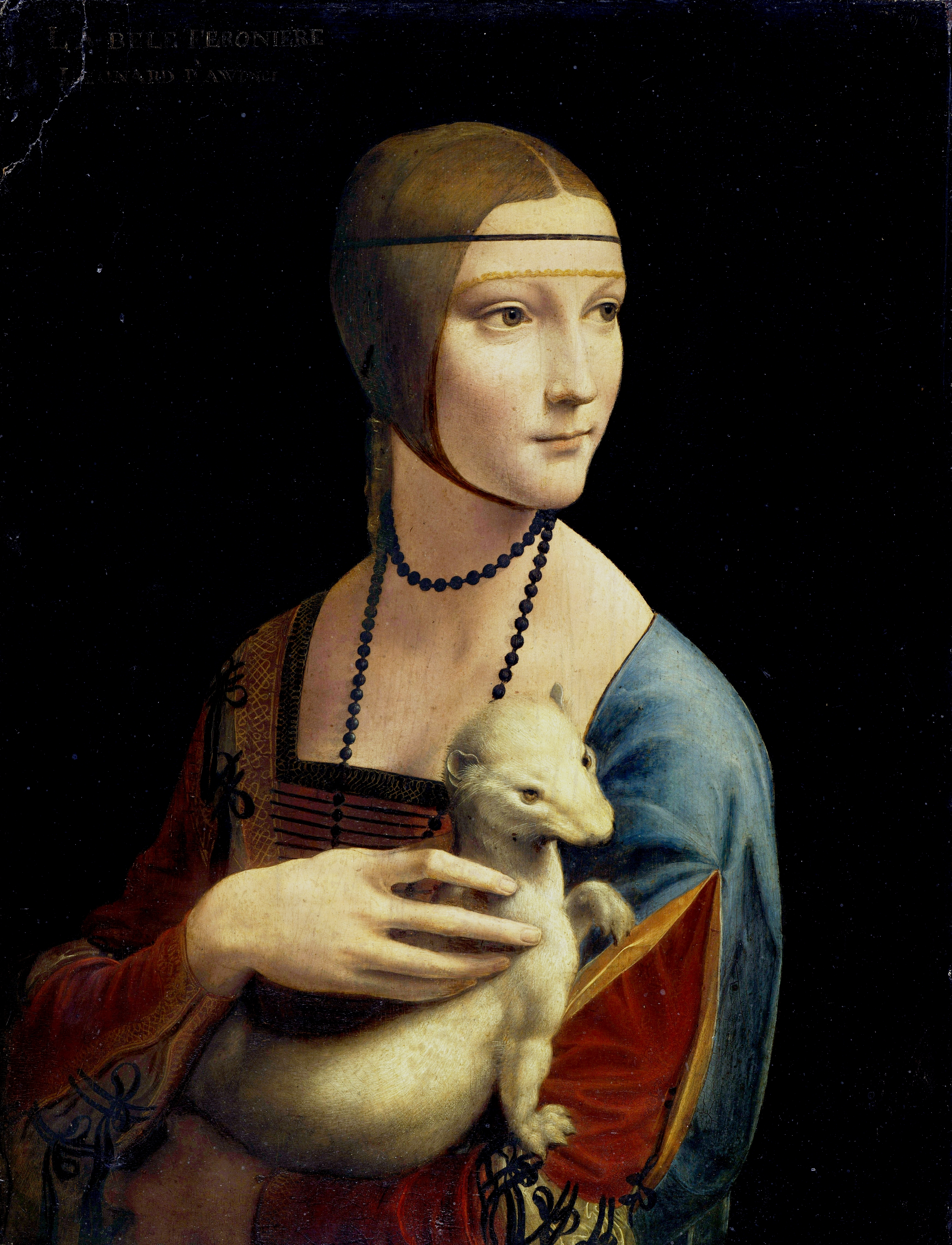
白貂を抱く貴婦人（レオナルド・ダ・ヴィンチ画）

チェチーリア・ガッレラーニ（Cecilia Gallerani, 1473年 - 1536年）は、ミラノ公ルドヴィーコ・スフォルツァの愛妾。レオナルド・ダ・ヴィンチの『白貂を抱く貴婦人』のモデルとされている。

## 生涯
ラテン語を流暢に話せ、詩を書き、哲学などの議論のできる才女だったと言われている。ルドヴィーコがベアトリーチェ・デステと結婚後も、ルドヴィーコの居城に自室を持っていた。チェチーリアは彼の庶子チェーザレを生んでいる。
ベアトリーチェがチェチーリアの存在を疎ましく感じ始めると、ルドヴィーコは彼女に命じてミラノ公の居城ポルタ・ジョヴィア城から去らせた。1492年にチェチーリアはベルガミーノ伯ルドヴィーコ・ディ・ブランビッラと結婚し、カルマニョーラ城を与えられた。夫とチェーザレの死後（1514年 - 1515年）、チェチーリアはクレモナ近郊のサン・ジョヴァンニ城に引退した。